# Дослідники (фільм)
«Дослідники» (англ. Explorers) — американський науково-фантастичний фільм 1985 року, написаний Еріком Люком і знятий Джо Данте. У головних ролях Ітан Гоук і Рівер Фенікс, для обох це дебют на великих екранах.

## Синопсис
Бен Крендалл (Ітан Гоук) — хлопчик, одержимий науково-фантастичними фільмами 50-х років про іншопланетян. Йому постійно сниться сон про схему загадкового прибору, яку він згодом малює для свого друга-винахідника Вольфганга Мюллера (Рівер Фенікс). За допомогою третьої дитини (Джейсон Прессон) вони будують космічний корабель.

## Акторський склад
| Актор           | Роль             |
| --------------- | ---------------- |
| Ітан Гоук       | Бен Крендалл     |
| Рівер Фенікс    | Вольфганг Мюллер |
| Джейсон Прессон | Даррен Вудс      |
| Аманда Петерсон | Лорі Свенсон     |
| Джеймс Кромвелл | містер Мюллер    |
| Дана Айві       | місіс Мюллер     |
| Тейлісін Джаффе | Людвіг Мюллер    |
| Роберт Пікардо  | Старкіллер / Вак |
| Дік Міллер      | Чарлі Дрейк      |
| Мері Кей Плейс  | місіс Крендалл   |

## Виробництво

### Розробка
За чутками сценарій «Дослідників» циркулював голлівудськими офісами роками, перш ніж його було знято, і що студія купила його, бо сцена «дітей, що летять у небі на велосипедах» сподобалася Стівену Спілбергу для його фільму «Іншопланетянин». Спочатку режисером фільму мав стати Вольфганг Петерсен, який вразив керівництво Paramount сімейним фільмом «Нескінченна історія». Петерсен хотів знімати його у рідній Німеччині, проте студія вирішила знімати в Штатах з американським режисером. Невдовзі Петерсен отримав пропозицію від 20th Century Fox зняти «Ворог мій», а зрежисувати «Дослідників» запросили Джо Данте. «Найсмішніше, що коли мені вперше дали сценарій, я тільки-но закінчив роботу над «Гремлінами», і в рідкісний момент у моїй кар’єрі я відразу погодився», — сказав Данте під час запитань і відповідей після повторного показу фільму у 2008 році. Данте сподобався сценарій, окрім третього акту. Під час обговорення сценарію з керівництвом Paramount вони сказали: «Ми можемо попрацювати над ним, поки знімаємо картину». Данте та сценарист Ерік Люк «імпровізували» під час створення фільму.

### Кастинг
Ітан Гоук і Рівер Фенікс дебютували повнометражному кіно. Фенікс спочатку розглядався на роль Даррена, але коли Данте обрав Джейсона Прессона, він вирішив, що Рівер достатньо хороший актор, щоб зіграти іншу роль, тому він взяв його на роль ботаніка Вольфганга. Шері Каррі також розглядалася на роль у фільмі, але, згідно з її автобіографією, вона була в стані наркотичної залежності і не могла потрапити на зустріч.

## Випуск
Фільм вийшов в прокат 12 липня 1985 року в 1750 кінотеатрах, в ті самі вихідні, коли транслювався концерт Live Aid. Також, за тиждень до цього, вийшов на екрани фільм «Назад у майбутнє», який доміновав у прокаті усе літо. Ці фактори вплинули на касову невдачу фільму в перші вихідні, і стрічка швидко зникла з екранів. Загалом в кінотеатрах він заробив $9 873 044.